# Gora Javorskogo
Gora Javorskogo (englische Transkription von russisch Гора Яворского Gora Jaworskowo) ist ein Nunatak im ostantarktischen Mac-Robertson-Land. In der Athos Range der Prince Charles Mountains ragt er an der Nordostflanke des Mount Albion auf.
Russische Wissenschaftler benannten ihn. Der Namensgeber ist nicht überliefert.